# Кубок домашних наций 1885
Кубок домашних наций 1885 (англ. 1885 Home Nations Championship — Чемпионат домашних наций 1885) — третий в истории регби Кубок домашних наций, прародитель современного регбийного Кубка шести наций. Формально турнир остался недоигранным по причине очередного скандала: матч между Англией и Шотландией не состоялся по причине того, что шотландцы не смирились со скандальным прошлогодним поражением из-за якобы совершённого англичанами нарушения правил. Аналогично была отменена встреча Уэльса и Ирландии из-за конфликта руководителей команд.
Впервые в истории Кубка была проведена переигровка матча: в Ормо не состоялась игра Ирландии и Шотландии по причине плохой погоды, матч был перенесён в Эдинбург.

## Таблица турнира накануне его отмены
| Место | Сборная   | Игры     | Игры   | Игры  | Игры      | Очки в матчах** | Очки в матчах** | Очки в матчах** | Очки в турнире |
| Место | Сборная   | Сыграно* | Победы | Ничьи | Проигрыши | Забито          | Пропущено       | Разница         | Очки в турнире |
| ----- | --------- | -------- | ------ | ----- | --------- | --------------- | --------------- | --------------- | -------------- |
| 1     | Англия    | 2        | 2      | 0     | 0         | 1               | 1               | +0              | 4              |
| 2     | Шотландия | 2        | 1      | 1     | 0         | 1               | 0               | +1              | 3              |
| 3     | Уэльс     | 2        | 0      | 1     | 1         | 1               | 1               | +0              | 1              |
| 4     | Ирландия  | 2        | 0      | 0     | 2         | 0               | 1               | −1              | 0              |

*По регламенту турнира в матче начислялось очко только за забитый гол, а подсчёт попыток вёлся в том случае, только если матч заканчивался вничью.

## Сыгранные матчи
- 3 января 1885, Суонси: Уэльс 1:1 (1:4 по попыткам) Англия
- 10 января 1885, Глазго: Шотландия 0:0 Уэльс
- 7 февраля 1885, Манчестер: Англия 0:0 (2:1 по попыткам) Ирландия
- 7 марта 1885, Эдинбург: Шотландия 1:0 Ирландия